# Charles Cochrane-Baillie
Charles Cochrane-Baillie (od 1890 potocznie określany jako lord Lamington, ur. 29 lipca 1860 w Londynie, zm. 16 września 1940 w Lanarkshire) – brytyjski arystokrata, polityk i administrator kolonialny. W latach 1886–1890 członek Izby Gmin, od 1890 par dziedziczny. W latach 1896–1901 gubernator Queensland, następnie od 1903 do 1907 gubernator Bombaju.

## Życiorys

### Pochodzenie i młodość
Był jedynym dzieckiem polityka Partii Konserwatywnej Alexandra Baillie-Cochrane'a, który w 1880 został kreowany parem dziedzicznym jako 1. baron Lamington. Młody Charles ukończył Eton College, a następnie Christ Church w Oksfordzie. Wcześnie wszedł do świata polityki, wiążąc się z partią ojca. W 1885 został jednym z sekretarzy ówczesnego premiera Wielkiej Brytanii, lorda Salisbury.

### Kariera parlamentarna
W 1885 bez powodzenia kandydował po raz pierwszy do Izby Gmin. Rok później udało mu się zdobyć mandat z okręgu St Pancras North. W 1890 odziedziczył po swoim ojcu tytuł lordowski, co automatycznie wykluczyło go z członkostwa w Izbie Gmin, ale jednocześnie dało dożywotnie miejsce w Izbie Lordów. W tym samym roku był specjalnym wysłannikiem rządu brytyjskiego do Wietnamu i Syjamu, gdzie miał za zadanie zbadanie możliwości podjęcia akcji kolonizacyjnej, mającej stanowić przeciwwagę dla francuskiej dominacji w tej części Francji.

### Administrator kolonialny
W 1895 został mianowany gubernatorem Queensland, oficjalnie objął to stanowisko w kwietniu kolejnego roku. Jego urzędowanie przypadło na ostatnie lata funkcjonowania Queensland jako kolonii brytyjskiej, a także pierwszy rok Związku Australijskiego, w którym Queensland jest jednym z sześciu stanów. Zakończył swoje urzędowanie na Antypodach w grudniu 1901, zaś w 1903 został gubernatorem Bombaju. O ile w Queensland rola gubernatora była już wówczas zdecydowanie podporządkowana rządowi autonomicznemu, o tyle w Indiach dysponował poważną, realną władzą. W 1907 powrócił do Anglii.

### Późniejsze życie
Przez resztę życia Lamington pozostawał szeregowym członkiem Izby Lordów. Jedynie w 1919 przebywał krótko w Syrii jako przedstawiciel Wielkiej Brytanii w okresie poprzedzającym ustanowienie tam francuskiego mandatu. Zmarł w swoich dobrach rodowych w Szkocji we wrześniu 1940, przeżywszy 80 lat. Tytuł lordowski odziedziczył po nim jego syn Victor.

## Odznaczenia
W 1900 otrzymał Order św. Michała i św. Jerzego najwyższej klasy Rycerz Wielkiego Krzyża. W 1903 otrzymał Order Imperium Indyjskiego klasy Rycerz Wielki Komandor.